# Gmina Sugar Grove (Iowa)

Położenie Gminy Sugar Grove w hrabstwie Dallas

Gmina Sugar Grove (ang. Sugar Grove Township) – gmina w USA, w stanie Iowa, w hrabstwie Dallas. Według danych z 2000 roku gmina miała 947 mieszkańców, a jej powierzchnia wynosi 95,54 km².